# ناثان بومان
ناثان بومان (بالإنجليزية: Nathan Bauman)‏ هو طبال أمريكي، ولد في 22 يونيو 1987 في بيتوسكي في الولايات المتحدة.

## وصلات خارجية
- الموقع الرسمي